# Guillaume Amfrye de Chaulieu
Guillaume Amfrye de Chaulieu, född 1639 och död 27 juni 1720, var en fransk diktare och abbé.
de Chaulieu var den mest livfulle företrädaren för den lätta riktningen inom fransk poesi i den klassiska tidsåldern. Hans lyriska dikter bärs av en käck sinnlighet. Hans mest berömda dikter är kärlekskvädena till en Mlle Delauny, senare baronessa de Staat. de Chaulieus Ouvres utgavs 1750 och hans Poésies 1822.